# مدير حزم آر بي إم
مدير حزم آر بي إم (بالإنجليزية: RPM Package Manager)‏ هو نظام إدارة الحزم طُور أصلاً من قبل رد هات من أجل رد هات لينكس لكنه يستعمل الآن في العديد من توزيعات لينكس، أيضاً تم تبنيه في أنظمة تشغيل أخرى مثل نوفل نت وير (ابتداءً من النسخة 6.5 SP3) ونظام تشغيل آي بي إم آي بي إم إيه آي إكس (ابتداءً من النسخة 5).